# Brad Delson
Brad Delson (Agoura (Californië), 1 december 1977) is de gitarist van de alternatieve rockband Linkin Park.

## Biografie

### Schoolperiode
Brad Delson werd geboren in Los Angeles in Californië en zat samen met jeugdvriend Mike Shinoda op de Agoura High School. Gedurende die periode, speelde hij in verschillende bands waarvan Relative Degree het meest opvallende is. Doel van deze band, waarin ook Rob Bourdon zat, was om één show te spelen en na het bereiken van dit doel, stopte de band.
Nadat hij in 1995 zijn diploma haalde, vormde hij met Bourdon en Shinoda de rapcoreband Xero, de band waaruit Linkin Park is ontstaan.
Hij studeerde communicatie aan de universiteit van Californië met Bachelor of Arts als doel. Hij was een lid van Phi Beta Kappa en deelde een kamer met Dave Farrell. Delson had ook de mogelijkheid iets in de muziekindustrie te doen als deel van zijn studie en werkte daarvoor met Jeff Blue, de A&R van Warner Bros. Records.
In 1999 studeerde Delson summa cum laude af en koos voor een muziekcarrière met Linkin Park in plaats van rechten.

### Linkin Park
In 1999 verliet zanger Mark Wakefield Xero. Met behulp van Jeff Blue werd Chester Bennington de nieuwe vocalist. De band veranderde haar naam in Hybrid Theory en samen met Shinoda, co-produceerde Delson hun eerste ep Hybrid Theory. De band verwisselde voor de laatste keer hun naam en Linkin Park mocht in 2000 een contract tekenen bij Warner Bros. Records.
24 oktober 2000 kwam het debuutalbum Hybrid Theory uit en lanceerde de carrière van de band. Delson was extensief betrokken bij de productie van het album en ook de hierop volgende. Zo schrijft Delson mee aan nummers en doet actief mee bij de productie en de mixing. Daarnaast speelde hij een gedeelte van het basspel van het album in vanwege de tourverplichtingen van bassist Phoenix, die toen ook nog lid was van Tasty Snax. Twee jaar later kwam het remixalbum Reanimation uit, waarin Delson meehielp in de productie en hij bewerkte het nummer Pushing Me Away, dat op het album verschijnt als P5hng Me A*wy.
Sinds de comeback van Linkin Park met hun nieuwe album Meteora speelt Delson met grote door Shinoda ontworpen koptelefoons, waar hij geen uitleg voor wil geven ("If I tell you, I'll have to kill you").
Ook muzikaal is Delson veranderd, op het album heeft Delson opnieuw een rol gespeeld in de productie en speelt ingewikkeldere en zwaardere gitaarriffs dan op Hybrid Theory.
Tegenwoordig is Delson ook A&R voor Linkin Park's label Machine Shop Recordings, waar hij nauw samenwerkt met Mike Shinoda. Brad ontdekte onder andere Holly Brook, die samen met Fort Minor een wereldwijde hit scoorde met Where'd You Go.
Delson wordt vaak bekritiseerd omdat hij vaak simpele gitaardelen speelt en bijna nooit solo's. Hij legt men dan uit dat het in de natuur van de band moet passen en dat het bij de nu-metal moet passen. Op het derde album van Linkin Park, Minutes to Midnight, speelt Delson solos op Shadow of the Day, What I've Done, The Little Things Give You Away en een snelle solo op In Pieces.
In 2024 heeft Delson besloten dat hij nog wel lid is van Linkin Park en helpt met het schrijfproces en de studio opnames. Maar hij zal niet meer live te horen zijn bij optredens van de band. 

## Persoonlijk leven
Brad Delson trouwde op 16 september 2003 met Elisa Boren tijdens een privéceremonie. Hij heeft twee jongere broers en is joods. Samen met zijn vader Donn Delson is hij bezig met enkele zakelijke bezigheden. Samen hebben zij BandMerch opgericht, dat zich bezighoudt met de merchandise voor Linkin Park, Fort Minor en andere artiesten.

## Apparatuur
Delson gebruikt de volgende spullen tijdens liveconcerten en opnames.

### Gitaren
- Paul Reed Smith Custom/Standard/CE
- Ibanez RG470XL
- Ibanez RG7620 7
- Fender Rory Gallagher Tribute Stratocasters

### Versterkers en effecten
- Mesa Boogie Dual Rectifier heads
- Marshall 1959 slp reissued head
- Randall MTS cabinets
- Randall MTS emulators
- Randall MTS RM4 pre-amp
- Randall RT 2/50 power amp
- Voodoo Lab Ground Control Pro floorboard
- GCX Audio Switcher
- TC Electronics G-Major effects processor
- Boss BF-3 Flanger
- Boss NS-2 Noise Suppressor
- Boss CS-3 Compression Sustainer (x2)
- Boss CE-5 Chorus Ensemble
- Boss expression pedal
- Ibanez LF-7 Lo-fi pedal
- MXR Micro Amp

### Overig
- Dunlop Picks-Tortex Wedge (0.83mm)
- D'Addario EXL110 XL strings
- DiMarzio pickups
  - D-Sonic, Tone Zone, and Air Zone
- Audio technica

- International Standard Name Identifier: 0000 0000 5871 8358
- MusicBrainz: 2d4a1dd1-2cd8-4553-bf0b-74b8c9179633
- Nationale Bibliotheek van Tsjechië: ola2002152629
- Virtual International Authority File: 84965754

Emily Armstrong · Chester Bennington · Rob Bourdon · Colin Brittain · Brad Delson 
Dave Farrell · Joe Hahn · Scott Koziol · Mike Shinoda · Mark Wakefield